# کشتی‌ای می‌آید از
کشتی‌ای می‌آید از  (به انگلیسی: A Ship Comes In) فیلم صامت ۷۰ دقیقه‌ای به کارگردانی ویلیام کی. هاوارد با بازی رودولف شیلدکراوت محصول کشور ایالات متحده آمریکا است.